# 许植方
许植方（1897年—1982年），字鲁瞻，又名学贤，男，浙江黄岩人，中国药物化学家、药学教育家，曾任浙江大学教授。